# Somerset (Kentucky)
Somerset is een plaats (city) in de Amerikaanse staat Kentucky, en valt bestuurlijk gezien onder Pulaski County.

## Demografie
Bij de volkstelling in 2000 werd het aantal inwoners vastgesteld op 11.352.
In 2006 is het aantal inwoners door het United States Census Bureau geschat op 12.219, een stijging van 867 (7,6%).

## Geografie
Volgens het United States Census Bureau beslaat de plaats een oppervlakte van
29,2 km², geheel bestaande uit land. Somerset ligt op ongeveer 286 m boven zeeniveau.

## Plaatsen in de nabije omgeving
De onderstaande figuur toont nabijgelegen plaatsen in een straal van 36 km rond Somerset.